# الرياضة في إفريقيا

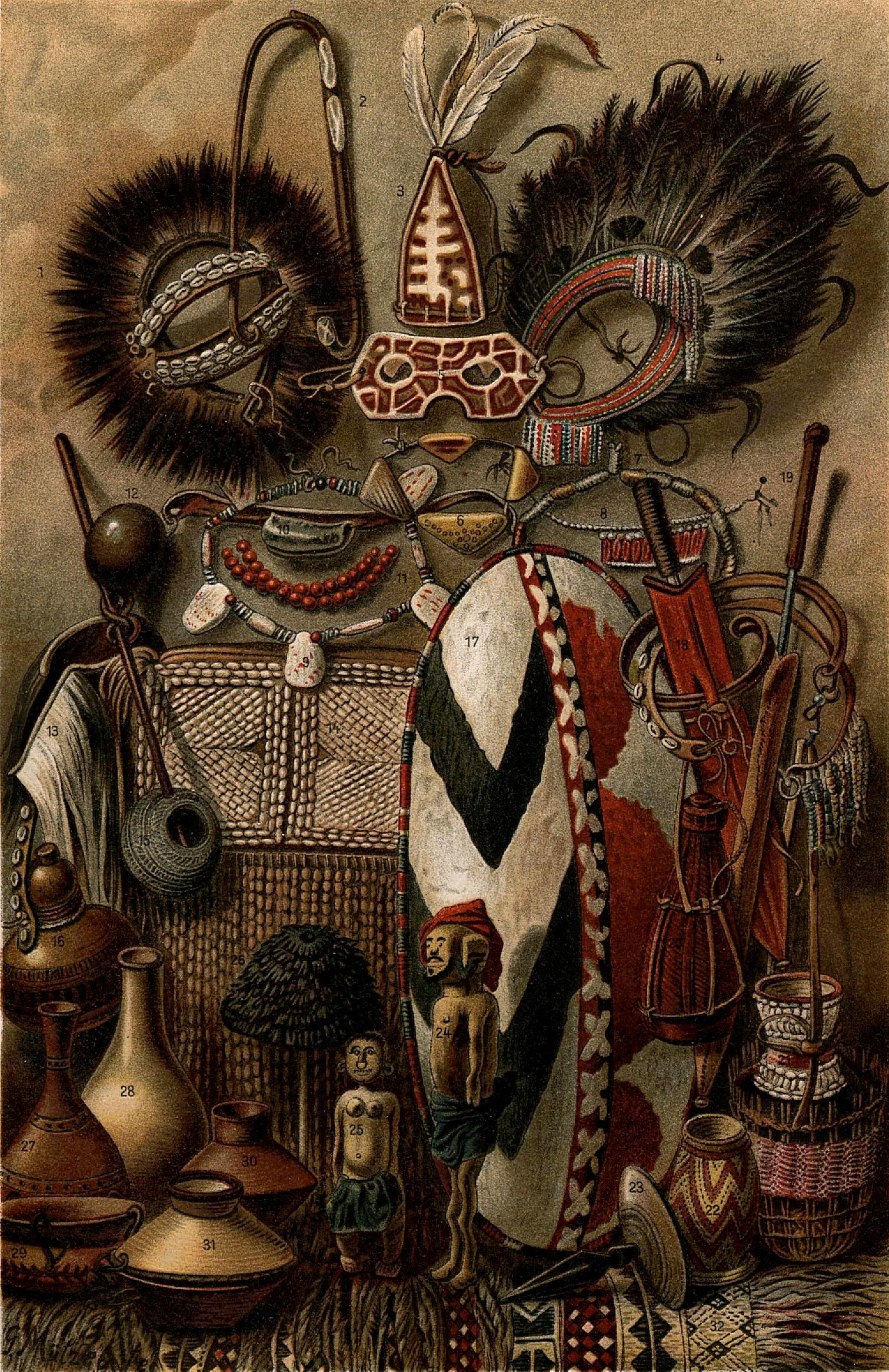

تعتبر كرة القدم من أكثر الرياضات الشعبية في أنحاء القارة الإفريقية تقريبًا، وفي عام 2010 م أصبحت جنوب إفريقيا أول دولة إفريقية تستضيف كأس العالم لكرة القدم.
بعض الدول الإفريقية مثل كينيا، إثيوبيا الجزائر والمغرب هي المهيمنة في رياضة الجري للمسافات الطويلة، في حين أن دول شمال إفريقيا مثل: الجزائر، مصر، تونس  هي المتصدرة في رياضة كرة اليد، وفي دول مثل زيمبابوي تتمتع لعبة الركبي والغولف بشعبية معقولة وفي عدد قليل من البلدان الأفريقية، على الرغم من أن لعبة الركبي تحظى بشعبية كبيرة في جنوب إفريقيا.

## بنية تحتية
من أهم أسباب عدم نجاح إفريقيا في الرياضة الدولية هي نقص البنية التحتية.

## الرياضات الجماعية

### كرة سلة
تتمتع كرة السلة بشعبية كبيرة في جميع أنحاء القارة مع نتائج ملحوظة في نيجيريا وتونس ومصر والسنغال وساحل العاج والكاميرون وأنغولا.

### الكريكت
تعد رياضة الكريكت رياضة صيفية شهيرة في المملكة المتحدة، وتم تصديرها إلى أجزاء أخرى من الإمبراطورية البريطانية السابقة. تعود أصول الكريكت إلى جنوب شرق بريطانيا. تحظى بشعبية في جميع أنحاء إنجلترا وويلز وأجزاء من هولندا ، وفي مناطق العالم الأخرى، وخاصة في جنوب إفريقيا وأستراليا ونيوزيلندا وشبه القارة الهندية.

### كرة القدم
تعتبر كرة القدم أكثر الرياضات شعبية في جميع البلدان الإفريقية تقريبًا. فرق الأندية الإفريقية تتنافس في دوري أبطال إفريقيا وكأس الاتحاد الأفريقي . تتنافس الفرق الوطنية الإفريقية في كأس الأمم الأفريقية وكذلك في بطولة الأمم الأفريقية للفرق المحلية.

### هوكي الجليد
هوكي الجليد هي رياضة أقلية في إفريقيا يشارك فيها عدد قليل من الدول الإفريقية فقط.

### اتحاد الركبي
تتمتع لعبة الركبي بشعبية كبيرة في جنوب إفريقيا ودول أخرى مثل المغرب وناميبيا وزيمبابوي وساحل العاج. المنافسة الكبرى في القارة هي كأس أفريقيا التي تحتوي على فرق في المستوى الأول من لعبة الركبي الأفريقية، وتضم بطولة كأس إفريقيا للتنمية الفرق في المستوى الثاني. فقط فريق الركبي الجنوب أفريقي هم الذين يتنافسون في البطولة العابرة للقارات، بطولة الرجبي.

### الرياضات الأخرى
تحظى كرة اليد والكرة الطائرة بشعبية خاصة في شمال إفريقيا كما تحظى رياضات الفرق الأخرى مثل كرة الماء والهوكي الأسطوري والهوكي الميداني بشعبية في بعض دول شرق وجنوب إفريقيا.

## الرياضات الفردية
الرياضة الفردية هي أيضا مهمة جدا، يوجد لأفريقيا مسابقة كبرى متعددة الرياضات تدعى الألعاب الأفريقية والتي بدأت عام 1965 م في برازافيل في جمهورية الكونغو.

### ألعاب القوى
ألعاب القوى هي واحدة من المسابقات الفردية الكبرى في أفريقيا. يعد الانضباط جزءًا من دورة الألعاب الأفريقية منذ عام 1965 م. تقام بطولة أفريقيا لألعاب القوى كل عامين منذ عام 1979، وقد أقيمت بطولة أفريكان كروس كونتري لأول مرة في عام 1985 ولاحقًا منذ عام 2011. تم تنظيم بطولة الجري الأفريقية للجبال منذ عام 2009.
بالإضافة إلى ذلك نُظمت العديد من إصدارات بطولة العالم لألعاب القوى في أفريقيا. عُقد ملتقى محمد السادس الدولي لألعاب القوى في المغرب منذ عام 2008 كجزء من تحدي العالم للاتحاد الدولي لألعاب القوى والدوري الماسي التابعة للاتحاد الدولي لألعاب القوى.
كينيا وإثيوبيا هي الدول المهيمنة على ألعاب القوى في الألعاب الأولمبية الصيفية منذ الستينيات وخاصة في الجري لمسافات طويلة وبعيدة المدى.

### ركوب الدراجات
تعقد مسابقة نظام المدارات القارية للدراجات على الطرق منذ عام 2005.
دايمنشن داتا أول فريق أفريقي يدخل جراند تورز في عام 2015، ومن بين أعضاء الفريق البارزين جاك جانس فان رينسبرج ويوسف رجويجوي .
كينيا ورواندا تتصاعدان في عالم الدراجات.
الجولف رياضة أقلية في إفريقيا. يقع The Sunshine Tour في جنوب أفريقيا ولكنه يزور الدول المجاورة الأخرى. تمت الموافقة على العديد من البطولات من قبل الجولة الأوروبية، مثل بطولة جنوب أفريقيا المفتوحة، بطولة جنوب أفريقيا للمحترفين، بطولة ألفريد دانهيل، بطولة نيدبانك للجولف، بطولة أفريقيا المفتوحة، بطولة جوبرغ المفتوحة، بطولة تشوان المفتوحة، تشمل لاعبي الغولف الأفارقة البارزين بوبي لوك الحائز على لقب بطولة بريطانيا المفتوحة أربع مرات في أعوام 1949 و1950 و1952 و1957؛ غاري بلاير الحائز على بطولة بريطانيا المفتوحة في 1959 و1968 و1974، والماجستير في 1961 و1974 و1978، وبطولة PGA في 1962 و1972 وUS Open في 1965؛ إيرني إلس الفائز في بطولة الولايات المتحدة المفتوحة 1994 و1997 المفتوحة في بريطانيا؛ نيك برايس الفائز ببطولة PGA 1992 و1994 وBritish Open 1994 بالإضافة إلى ريتوز جوسين تريفور إميلمان لويس أوستويزن وتشارل شوارتزيل.

### التنس
التنس تعتبر رياضة أقلية في أفريقيا.

## الرياضات القتالية
هناك أيضًا مسابقات كبرى لفنون الدفاع عن النفس والرياضة القتالية في القارة.

### الملاكمة
كان لويس فال أول بطل ملاكمة في العالم الأفريقي. سوف يستغرق الأمر 4 عقود أخرى لبطل العالم في الملاكمة على شكل ديك تايجر[بحاجة لمصدر]، وفي الوقت نفسه كان هناك القليل من الإطار الإداري للملاكمة الاحترافية في أفريقيا حتى عام 1973 عندما أنشأ ممثلو تسع دول أفريقية اتحاد الملاكمة الأفريقي. في 30 أكتوبر 1974 قاتل محمد علي وجورج فورمان للحصول على لقب الوزن الثقيل في زائير الذي أصبح يعرف باسم Rumble in the Jungle.
أنتجت إفريقيا العديد من أبطال العالم مثل أزوما نيلسون الأكثر شهرة.

### الجودو
أفريقيا لم تنتج بعد فائزًا ببطولة العالم للجودو. بطولة الجودو الأفريقية هي أهم حدث للجودو في أفريقيا.

### الكاراتيه
تم تقديم الكاراتيه لأول مرة في إفريقيا في الستينات  اتحاد الاتحاد الأفريقي للكاراتيه مسؤول عن أنشطة الكاراتيه في أفريقيا.

### الفنون القتالية المختلطة
تستضيف جنوب أفريقيا بطولة Extreme Fighting Championship (المعروفة سابقًا باسم EFC Africa). وهي المنظمة الأولى لفنون القتال المختلطة في القارة الأفريقية.

### التايكوندو
تنمو رياضة التايكوندو مع تنافس المزيد من الناس في الألعاب الأولمبية. تبرز أفريقيا كقوة في التايكوندو. يدير الاتحاد الأفريقي للتايكوندو أنشطة التايكواندو.

## دورة الألعاب الأولمبية الشتوية
يمثل العديد من سكان الشتات الأفريقي الدول الأفريقية في الألعاب الأولمبية الشتوية.

## الأحداث
استضافت جنوب أفريقيا كأس العالم للرجبي عام 1995، وكأس العالم للكريكت لعام 2003، وكأس العالم 2010 والذي حقق فيها المنتخب الإسباني اللقب الأول له علي المنتخب الهولندي. استضافت أفريقيا ست طبعات للألعاب العربية وخمس طبعات للألعاب المتوسطية. تم الإعلان عن دوربان، جنوب أفريقيا كمضيف لألعاب الكومنولث 2022 في عام 2015، لكن تم رفضها بصفتها مضيفة في عام 2017.
البطولات القارية البارزة هي الألعاب الأفريقية وكأس الأمم الأفريقية ودوري أبطال أفريقيا والبطولات الأفريقية في ألعاب القوى وبطولة رالي أفريقيا وجولة الشمس المشرقة.